# Micranthes geum
Micranthes geum là một loài thực vật có hoa trong họ Saxifragaceae. Loài này được (L.) Small miêu tả khoa học đầu tiên năm 1905.